# Communauté de communes Pays Ségali
La communauté de communes Pays Ségali est une communauté de communes française située dans le département de l'Aveyron, en région Occitanie.

## Historique
Cette communauté de communes naît de la fusion, le 1er janvier 2017, de la communauté de communes du Pays Baraquevillois, de la communauté de communes du Naucellois et d'une partie de la communauté de communes Viaur Céor Lagast (les communes de Calmont, Cassagnes-Bégonhès et Sainte-Juliette-sur-Viaur). Son siège est fixé à Baraqueville.

## Territoire communautaire

### Composition
La communauté de communes est composée des 23 communes suivantes :

| Nom                       | Code Insee | Gentilé        | Superficie (km2) | Population (dernière pop. légale) | Densité (hab./km2) |
| ------------------------- | ---------- | -------------- | ---------------- | --------------------------------- | ------------------ |
| Baraqueville (siège)      | 12056      | Baraquevillois | 33,54            | 3 168 (2022)                      | 94                 |
| Boussac                   | 12032      | Boussacois     | 17,92            | 605 (2022)                        | 34                 |
| Cabanès                   | 12041      | Cabanessois    | 15,78            | 279 (2022)                        | 18                 |
| Calmont                   | 12043      | Calmontais     | 30,89            | 2 208 (2022)                      | 71                 |
| Camboulazet               | 12045      | Camboulazetois | 14,25            | 401 (2022)                        | 28                 |
| Camjac                    | 12046      | Camjaçois      | 23,03            | 575 (2022)                        | 25                 |
| Cassagnes-Bégonhès        | 12057      | Cassagnols     | 30,93            | 946 (2022)                        | 31                 |
| Castanet                  | 12059      | Castanetais    | 30,42            | 525 (2022)                        | 17                 |
| Castelmary                | 12060      | Castelmariens  | 11,81            | 118 (2022)                        | 10                 |
| Centrès                   | 12065      | Centrésiens    | 36,71            | 462 (2022)                        | 13                 |
| Colombiès                 | 12068      | Colombiens     | 55,23            | 880 (2022)                        | 16                 |
| Crespin                   | 12085      | Crespinois     | 18,35            | 317 (2022)                        | 17                 |
| Gramond                   | 12113      | Gramondais     | 13,14            | 539 (2022)                        | 41                 |
| Manhac                    | 12137      | Manhacois      | 18,5             | 873 (2022)                        | 47                 |
| Meljac                    | 12144      | Meljacois      | 9,54             | 135 (2022)                        | 14                 |
| Moyrazès                  | 12162      | Moyrazessois   | 48,67            | 1 085 (2022)                      | 22                 |
| Naucelle                  | 12169      | Naucellois     | 23,23            | 2 017 (2022)                      | 87                 |
| Pradinas                  | 12189      | Pradinasiens   | 22,68            | 359 (2022)                        | 16                 |
| Quins                     | 12194      | Quinsois       | 38,46            | 885 (2022)                        | 23                 |
| Saint-Just-sur-Viaur      | 12235      | Saint-Justiens | 25,1             | 210 (2022)                        | 8,4                |
| Sainte-Juliette-sur-Viaur | 12234      | Juliettois     | 16,71            | 634 (2022)                        | 38                 |
| Sauveterre-de-Rouergue    | 12262      | Sauveterrats   | 23,43            | 711 (2022)                        | 30                 |
| Tauriac-de-Naucelle       | 12276      | Tauriaciens    | 21,59            | 386 (2022)                        | 18                 |

### Démographie
| 1968   | 1975   | 1982   | 1990   | 1999   | 2008   | 2013   | 2018   |
| ------ | ------ | ------ | ------ | ------ | ------ | ------ | ------ |
| 19 271 | 18 079 | 16 909 | 16 423 | 15 943 | 17 332 | 17 780 | 17 956 |

## Administration

### Siège
Le siège de la communauté de communes est situé à Baraqueville.

### Les élus
Le conseil communautaire de la communauté de communes Pays Ségali se compose de 43 conseillersreprésentant chacune des communes membres et élus pour une durée de six ans.
Ils sont répartis comme suit :
| Nombre de conseillers | Communes |
| --------------------- | --- |
| 6                     | Baraqueville |
| 4                     | Calmont, Naucelle |
| 2                     | Cassagnes-Bégonhès, Colombiès, Moyrazès, Quins, Manhac, Sauveterre-de-Rouergue, Sainte-Juliette-sur-Viaur, Boussac, Camjac |
| 1 (+ 1 suppléant)     | les 11 autres communes |

### Présidence
| Période                                  | Période         | Identité           | Étiquette | Qualité                                             |
| ---------------------------------------- | --------------- | ------------------ | --------- | --------------------------------------------------- |
| 17 janvier 2017                          | 24 juillet 2017 | Anne Blanc         | LREM      | Maire de Naucelle (2001-2017) Députée (depuis 2017) |
| 24 juillet 2017                          | juillet 2020    | Jean-Pierre Mazars | PRG       | Maire de Quins (depuis 1995)                        |
| juillet 2020                             | En cours        | Karine Clément     |           | Maire de Naucelle (2017 → )                         |
| Les données manquantes sont à compléter. |                 |                    |           |                                                     |

### Régime fiscal et budget
Le régime fiscal de la communauté de communes est la fiscalité professionnelle unique (FPU).